# فيرينك كيسيرو
فيرينك كيسيرو (بالمجرية: Keserű Ferenc)‏‏ (12 ديسمبر 1946 في بيتش - 12 فبراير 2019 ) دراج من المجر.

## روابط خارجية
- فيرينك كيسيرو على موقع أرشيف الدراجات (الإنجليزية)
- فيرينك كيسيرو على موقع إحصائيات الدراجات الإحترافية (الإنجليزية)
- فيرينك كيسيرو على موقع أوليمبيديا (الإنجليزية)